# Jalin
Jalin (tiếng Ả Rập: جلين, cũng đánh vần là Jileen hoặc Jillin) là một ngôi làng ở miền nam Syria, một phần hành chính của Tỉnh Daraa, nằm ở phía tây bắc của Daraa. Các địa phương lân cận bao gồm Muzayrib ở phía đông nam, Tafas ở phía đông, al-Shaykh Saad ở phía đông bắc, Adwan ở phía bắc, TASil ở phía tây bắc và Saham al-Jawlan và Heet ở phía tây. Theo Cục Thống kê Trung ương Syria, Tasil có dân số 4.337 người trong cuộc điều tra dân số năm 2004.
Trong các nguồn liên quan đến cuộc chinh phạt Ả Rập của Syria, người ta đã đề cập rằng quân đội Byzantine cuối cùng mà đế chế có thể thành lập trong khu vực, chiếm vị trí gần "Jillin" trước Trận Yarmuk quan trọng năm 635. Trận chiến diễn ra ở phía tây Jillin và dẫn đến thất bại thảm khốc của quân đội Byzantine.
Jalin được mô tả vào cuối thế kỷ 19 là một ngôi làng nghèo khó gồm 20 ngôi nhà giống như túp lều được xây dựng bằng bùn hoặc đá. Dân số của nó bao gồm 100 người châu Phi da đen đến từ Sudan. Họ đã được định cư ở hai ngôi làng, Jalin và al-Shaykh Saad ở phía bắc, bởi Sheikh Saad ibn Abd al-Qadir, chính mình từ Sudan. Người châu Phi ban đầu đến làm nô lệ của người theo đạo Hồi, nhưng sau đó được trả tự do. Họ dần dần định cư ở các khu vực khác của vùng Hauran ở miền nam Syria. Tại Jalin, người dân trồng nho và rau ở những vườn nho và vườn gần đó.